# Valgjärve (ancienne commune)
Cet article concerne l'anciene commune. Pour le village, voir Valgjärve.

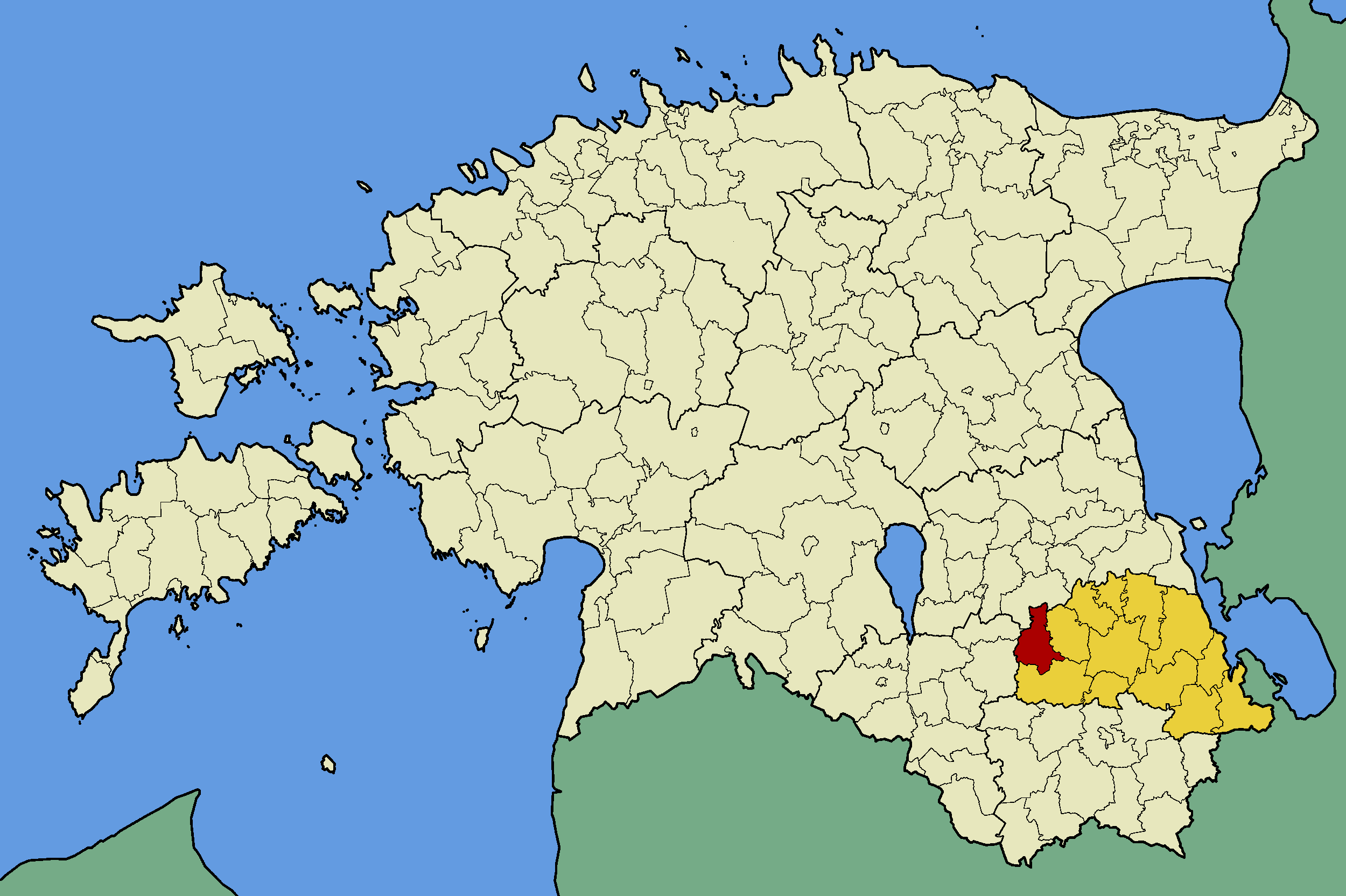
Localisation de l'ancienne commune de Valgjärve (en rouge) dans le comté de Põlva (en jaune).

Valgjärve (en estonien : Valgjärve vald) est une ancienne commune rurale située dans le comté de Põlva en Estonie. Son chef-lieu était le village de Saverna.

## Géographie
Elle s'étendait sur une superficie de 143,1 km2 au nord-ouest du comté.
Elle comprenait les villages de Abissaare, Aiaste, Hauka, Kooli, Krüüdneri, Maaritsa, Mügra, Pikajärve, Pikareinu, Puugi, Saverna, Sirvaste, Sulaoja, Tiido, Valgjärve et Vissi.

## Histoire
À la suite de la réorganisation administrative d'octobre 2017, elle fusionne avec Kanepi et Kõlleste pour former la nouvelle commune de Kanepi.

## Démographie
en 2012, la population s'élevait à 1 407 habitants.